# Салин (окръг, Мисури)
Вижте пояснителната страница за други значения на Салин.
Окръг Салин (на английски: Saline County) е окръг в щата Мисури, Съединени американски щати. Площта му е 1981 km², а населението - 23 756 души (2000). Административен център е град Маршъл.